# Zeven geslachten van Leuven
De Zeven geslachten van Leuven waren geprivilegieerde families die het monopolie van het bestuur van de stad Leuven hadden gekregen. Zij vormden de kern van het Leuvense patriciaat, en stonden ook bekend onder de naam "Sint-Pietermannen" maar ze waren niet identiek aan deze leenmannen van de Sint-Pieterskerk. 
Ze hadden als naam:
1. Uten Liemingen
2. Van der Calsteren
3. Van Redingen
4. Van den Steene
5. Verusalem
6. Gielis
7. Van Rode

## Oorsprong
In de fictieve ontstaanslegende van Petrus Divaeus (Peter van Dieve) van de zeven geslachten van Leuven wordt beschreven hoe Bastijn, een graaf van Leuven, huwde met de dochter van de graaf van Vlaanderen en acht kinderen kreeg bij haar.
Die kinderen waren zeven dochters en één zoon, die priester werd en het tot bisschop schopte.
De zeven dochters werden elk uitgehuwelijkt aan belangrijke Leuvense edellieden, die na Bastijns dood zijn macht zouden verdelen onder hun in de vorm van schepenzetels.